# Маилов, Афик Якуб оглы
Афик Якуб оглы Маилов (азерб. Afiq Yaqub oğlu Mayılov; род. 1953, Кировабад) — советский азербайджанский металлург, лауреат премии Ленинского комсомола (1982). Депутат Верховного Совета СССР 10-го и 11-го созывов (1979—1989). 

## Биография
Родился в 1953 году в городе Кировабад Азербайджанской ССР (ныне город Гянджа).
Заочно окончил Кировабадский политехнический техникум, позже обучался на вечернем отделении Азербайджанского технологического института.
В 1971—1973 годах служил в Советской Армии. С 1973 года — аппаратчик, позже — бригадир аппаратчиков-прокальщиков Кировабадского алюминиевого завода имени 50-летия СССР, город Кировабад Азербайджанской ССР.
Достиг высоких показателей производительности труда при выполнении планов десятой (1976—1980) и одиннадцатой (1981—1985) пятилеток. Тщательно изучив технологию прокаливания и овладев сразу несколькими профессиями, успешно работал на производстве. Внес ряд рационализаторских предложений, за счет применения которых государству было сэкономлено более 30 тысяч рублей; при предприятии была открыта школа передовой методики, где Маилов делился секретами усовершенствования производственного процесса. Только за 1981 год коллектив Маилова 9 раз стал победителем внутризаводских социалистических соревнований, по итогам 1981 и 1982 годов бригада заняла первое место в социалистическом соревновании среди бригад Министерства цветной металлургии СССР. План первого года одиннадцатой пятилетки бригада выполнила досрочно — 22 декабря 1981 года. По итогам 1981 года удостоен премии Ленинского комсомола.
Активно участвовал в общественно-политической жизни республики и Советского Союза. Состоял в КПСС с 1982 года, выдвинут делегатом на XXVII съезда КПСС (1986), был членом Кировабадского городского комитета КП Азербайджана. Делегат XVIII и XIX съездов ВЛКСМ, съездов ЛКСМ республики, в 1982—1987 годах — член ЦК ЛКСМ Азербайджана. Избирался депутатом Совета Союза Верховного Совета СССР 10-го и 11-го созывов от Кировабадского избирательного округа Азербайджанской ССР. 